# أبو طبر
أبو طبر هو الاسم الذي أطلق على مرتكب سلسلة من عمليات السطو والقتل التي حدثت في بغداد خلال السنوات الأولى من حكم حزب البعث. ولاحقاً نسبت الجرائم إلى شرطي سابق. وساد في ذلك الوقت خوف واسع النطاق بين سكان بغداد بشأن طبيعة الجرائم.
حصل أبو طبر على لقبه في اوائل السبعينات وإسمه الحقيقي حاتم كاظم هضم الشمري، وهو من مدينة المسيب في محافظة بابل لكن جرائمه دارت في بغداد. عُرف بأنه الرجل الذي جلب الخوف والرعب إلى المدنيين في العراق. اشتهر بقتل العائلات عن طريق تقطيعها بقضيب من الحديد لكن شاع بأسم ابو طبر . عادة ما يبدأ جرائمه بمكالمة هاتفية غريبة، وغالبا عندما يكون الضحية بمفرده في المنزل. تتكون المكالمة من محادثة غير مجدية وتهديد وشتم. بعد المكالمة يطرق الباب وتبدأ الجريمة.

## حياته
ولد حاتم كاظم هضم الملقب بأبو طبر في قضاء المسيب التابع إلى الحلة بمحافظة بابل، ينحدر من عائلة معروفة في العراق. تخرج من المدرسة الابتدائية عام 1946 ومن المدرسة المتوسطة 1949. التحق بعد ذلك بمدرسة للشرطة في الحلة وتخرج عام 1951 برتبة مفوض شرطة الحلة لكنه طرد عام 1952 لأسباب مهنية.[بحاجة لمصدر] عاد إلى الكلية لدراسة سلاح الجو ولكنه طرد أيضا في عام 1956 بسبب العبث المتعمد في الهواء بطائرات التدريب. كان أبو طبر يجيد عدة لغات منها العربية والإنجليزية والألمانية والفارسية وحتى الكردية. بعد طرده سافر إلى الكويت لدراسة الأعمال الحرة عام 1957 ثم عاد إلى العراق عام 1959 ليعمل محاسب تحصيل في كركوك. حُكم عليه بالسجن لمدة عامين ونصف بسبب الأضرار بأموال الدولة. بعد خروجه من السجن سافر إلى أوروبا وقضى معظم وقته في ألمانيا الغربية في ميونيخ. بدأ أبو طبر بتهريب الأسلحة والسيارات من بلجيكا وألمانيا واليونان وسوريا وتركيا. يشير سجله الجنائي إلى انه أوقف عدة مرات خارج العراق بسبب التورط في حوادث شجار أو انكشاف التهريب وحكم عليه في إحدى الدول الأوربية بالحبس لمدة عشرة أشهر عاد بعدها إلى العراق.

## أسلوبه الجرمي
كان أبو طبر يقتل بواسطة قطعة من حديد طويلة وكان يخبئها في كم القميص أو الرداء والتي تعرفت عليه هي خادمة عائلة يهودية قام بقتل العائلة المؤلفة من زوج وزوجة وبنت صغيرة وهي البنت الوحيدة حيث قتلهم وهم نائمون والخادمة كانت أيضا مستيقظة وعندما رأت الجريمة هربت إلى المطبخ وغطت نفسها ببطانية لكنه تمكن من إيجادها وقام بضربها أيضا لكنها لم تمت حيث خرج وهو يعتقد أنها ماتت عند اكتشاف الجريمة وجدوها تتنفس وقاموا بنقلها إلى المستشفى وبعد أن تعافت وعند أخذها إلى مركز الشرطة للتحقيق رأته واقفاً مع أحد أفراد الشرطة يتحدث فإرتعبت وعلى الفور بدأت بالصراخ: (هذا هو المجرم) فقاموا بمراقبته ومداهمة بيته حيث اكتشف أحد الضباط باب مخفي في الطابق العلوي للبيت وعند دخوله إلى الغرفة وجدوا بعض من المسروقات التي كان يسرقها من ضحاياه ووجدوا مذياع مكتوب عليه اسم ابنة العائلة اليهودية وتم القبض عليه وعند التحقيق معه اكتشفوا ان زوجته كانت تساعده في اختيار الضحايا من الناس ميسوري الحال في بغداد حيث كانت تدعي أنها تبحث عن عمل كخادمة وعندما يستخدمونها كانت تصف له البيت من الداخل والخارج وما تحتويه حيث كانت تترك العمل بعد فترة وجيزة وكان يقوم بجرائمه بفترة حتى لا يشك الناس بزوجته.

## إلقاء القبض عليه وإعدامه
في 30 مارس 1974؛ الساعة 2:55 مساءً تلقت الشرطة بلاغ عن دخول لص لمنزل يملكه الدكتور جوزيف بول بيدرو جادراجي. حضرت الشرطة في الوقت المناسب للقبض على اللص، لكن سجلاتها أظهرت أبو طبر كواحد من أفراد القوات الجوية، سمح له ذلك بالاستمرار في الكذب بشأن ما فعله حتى طلبوا منه أن يريهم منزله. فعثروا على العديد من المسروقات في منزله من أجهزة الراديو باهظة الثمن إلى المجوهرات والملابس. اعترف أبو طبرعلى التلفزيون الوطني بالجرائم التي ارتكبها، وكذلك المساعدة التي تلقاها من شقيقيه غالب وحازم وابن أخيه حسين وزوجته. وعند سؤاله عن دوافعه قال أبو طبر إن لديه سببين لقتل الناس: الأول للتحرك بحرية في المنزل وتمكينه من سرقة أي شيء. ثانيًا اعترف بأنه يعاني من مشكلة نفسية كان يستمتع أحيانًا بالقتل بل إنه يشرب أحيانًا بعض دماء الضحايا. في عام 1980 حُكم عليه بالإعدام شنقًا في سجن أبو غريب.

## أراء المشككيين
نسب البعض جرائم أبو طبر إلى المخابرات العراقية آنذاك، وأعتمدو في هذا التفسير على أن بعض الجرائم طالت معارضين سياسيين لحزب البعث ونفى ذلك لواء الشرطة أكرم المشهداني والكاتب حازم الخاقاني.

## في الإعلام
في شهر رمضان من سنة 2011 عرض مسلسل يحمل بعنوان أبو طبر من إنتاج قناة البغدادية ومن بطولة الفنان كاظم القرشي.